# Зинон Постник
Зинон Постник је руски православни светитељ у лику преподобног, монах манастира Кијево-печерске лавре из XIV века.

## Биографија
У рукописима Кијево-печерске лавре стоји да је Зенон Постник један од светитеља чије је тело остало нетрулежно и чије се мошти чувају као целебне и чудотворне. Остао је запамћен као скроман, предан посту и молитви трудољубив.
Канонизован је у другој половини XVIII века на Сабору на коме је заједно са њим канонизован значајан број светитеља Кијево-печерске лавре.